# Adrienne Lautère
Adrienne Lautère, pseudoniem van Adrienne Gilliana de Lautrec-Heineken (Amsterdam, 24 december 1886 – Parijs, 26 februari 1960) was een Franse schrijver en dichter van Nederlandse afkomst.

## Biografie
Ze werd geboren in Amsterdam, als dochter van Wijnand Heineken en Henriëtte Heineken-Daum. In 1902 verhuisde het gezin naar Hilversum. Ze studeerde aan de Sorbonne in Parijs. In 1911 trouwde ze in Parijs met de Franse journalist Gabriel de Lautrec, een neef van de kunstschilder Henri de Toulouse-Lautrec. Het huwelijk liep na een jaar stuk.
Ze publiceerde onder de namen Adrienne de Lautrec en, na haar scheiding, Adrienne Lautère.
Tijdens de Eerste Wereldoorlog verbleef ze een tijdlang bij familie in Nederland. Hierover schreef ze het boek Lettres de la Hollande neutre, dat niet door iedereen positief werd ontvangen.